# Teocaltiche
Teocaltiche es una ciudad, cabecera del municipio homónimo, situado en la región Altos Norte en el estado mexicano de Jalisco. Es la localidad más poblada del municipio ya que cuenta con 120,580 habitantes.

## Geografía

### Ubicación
La ciudad de Teocaltiche se sitúa en el municipio de Teocaltiche, en la región de Altos Norte, en el estado de Jalisco. Se encuentra en las coordenadas: 21°25′54″N 102°34′20″O / 21.43167, -102.57222; está a una altitud promedio de 1770 m s. n. m.

### Clima
| Parámetros climáticos promedio de Teocaltiche, Jalisco | Parámetros climáticos promedio de Teocaltiche, Jalisco | Parámetros climáticos promedio de Teocaltiche, Jalisco | Parámetros climáticos promedio de Teocaltiche, Jalisco | Parámetros climáticos promedio de Teocaltiche, Jalisco | Parámetros climáticos promedio de Teocaltiche, Jalisco | Parámetros climáticos promedio de Teocaltiche, Jalisco | Parámetros climáticos promedio de Teocaltiche, Jalisco | Parámetros climáticos promedio de Teocaltiche, Jalisco | Parámetros climáticos promedio de Teocaltiche, Jalisco | Parámetros climáticos promedio de Teocaltiche, Jalisco | Parámetros climáticos promedio de Teocaltiche, Jalisco | Parámetros climáticos promedio de Teocaltiche, Jalisco | Parámetros climáticos promedio de Teocaltiche, Jalisco |
| Mes                                                    | Ene.                                                   | Feb.                                                   | Mar.                                                   | Abr.                                                   | May.                                                   | Jun.                                                   | Jul.                                                   | Ago.                                                   | Sep.                                                   | Oct.                                                   | Nov.                                                   | Dic.                                                   | Anual                                                  |
| ------------------------------------------------------ | ------------------------------------------------------ | ------------------------------------------------------ | ------------------------------------------------------ | ------------------------------------------------------ | ------------------------------------------------------ | ------------------------------------------------------ | ------------------------------------------------------ | ------------------------------------------------------ | ------------------------------------------------------ | ------------------------------------------------------ | ------------------------------------------------------ | ------------------------------------------------------ | ------------------------------------------------------ |
| Temp. máx. abs. (°C)                                   | 41.0                                                   | 39.0                                                   | 43.0                                                   | 43.0                                                   | 45.0                                                   | 44.0                                                   | 40.0                                                   | 39.0                                                   | 41.0                                                   | 40.0                                                   | 37.0                                                   | 33.0                                                   | 45.0                                                   |
| Temp. máx. media (°C)                                  | 25.1                                                   | 26.6                                                   | 29.4                                                   | 32.0                                                   | 33.2                                                   | 31.2                                                   | 28.3                                                   | 28.2                                                   | 27.9                                                   | 28.0                                                   | 26.7                                                   | 25.1                                                   | 28.5                                                   |
| Temp. media (°C)                                       | 13.1                                                   | 14.2                                                   | 16.8                                                   | 19.5                                                   | 21.9                                                   | 22.4                                                   | 21.0                                                   | 20.5                                                   | 20.1                                                   | 18.3                                                   | 15.9                                                   | 13.6                                                   | 18.1                                                   |
| Temp. mín. media (°C)                                  | 1.0                                                    | 2.1                                                    | 4.2                                                    | 7.0                                                    | 10.5                                                   | 13.6                                                   | 13.6                                                   | 12.9                                                   | 12.4                                                   | 8.6                                                    | 4.0                                                    | 2.1                                                    | 7.7                                                    |
| Temp. mín. abs. (°C)                                   | -10.0                                                  | -11.0                                                  | -8.0                                                   | -6.0                                                   | -1.0                                                   | 4.0                                                    | 7.0                                                    | 3.0                                                    | -1.0                                                   | -4.0                                                   | -9.0                                                   | -10.0                                                  | -11.0                                                  |
| Precipitación total (mm)                               | 12.0                                                   | 7.1                                                    | 2.6                                                    | 7.3                                                    | 16.4                                                   | 100.6                                                  | 148.0                                                  | 131.2                                                  | 99.5                                                   | 35.1                                                   | 10.5                                                   | 7.7                                                    | 578.0                                                  |
| Días de precipitaciones (≥ 1 mm)                       | 1.5                                                    | 0.8                                                    | 0.4                                                    | 0.8                                                    | 2.4                                                    | 9.8                                                    | 13.9                                                   | 12.8                                                   | 9.8                                                    | 3.5                                                    | 1.0                                                    | 1.1                                                    | 57.8                                                   |
| Fuente:                                                |                                                        |                                                        |                                                        |                                                        |                                                        |                                                        |                                                        |                                                        |                                                        |                                                        |                                                        |                                                        |                                                        |